# American McGee's Alice
American McGee's Alice è un videogioco d'azione ideato da American McGee, sviluppato da Rogue Entertainment e prodotto dalla Electronic Arts.
In Italia è stato distribuito completamente in inglese, eccezion fatta per un piccolo fascicolo all'interno della confezione stampato in italiano, contenente un riassunto della storia.
Dal 16 giugno 2011, in concomitanza all'uscita del seguito Alice: Madness Returns, è possibile scaricare il gioco dal PlayStation Store e da Xbox Live, gratuitamente (inserendo il codice promozionale che si trova all'interno di Madness Returns) oppure a pagamento.

## Trama
Il videogioco è ambientato nell'universo narrativo di Alice nel Paese delle Meraviglie, e più precisamente, ad alcuni anni di distanza dall'ultima visita della protagonista nel già citato mondo.
Dopo la morte della sua famiglia dovuta ad un incendio, provocato dal suo gatto che accidentalmente urta e fa cadere una lampada ad olio, Alice entra in uno stato catatonico e, dopo aver tentato il suicidio con un cucchiaino, viene internata nel Manicomio Rutledge. Dopo anni di convalescenza il Bianconiglio la evoca per chiedere il suo aiuto in un Paese delle Meraviglie drasticamente cambiato, ora sotto il dominio della feroce Regina di Cuori. In questa terra troverà vecchi amici pronti ad aiutarla, come lo Stregatto ed il Bianconiglio, e altri che, dopo la corruzione del Paese delle Meraviglie, diventeranno suoi nemici giurati, come il Cappellaio Matto. Durante il suo viaggio Alice dovrà fare i conti con gli incubi che la tormentano e con la follia che ha colpito gli abitanti del Paese delle Meraviglie, cercando di capire se quello che sta succedendo sia la realtà o solo una proiezione distorta della sua psiche devastata.

## Modalità di gioco
Il videogioco si basa soprattutto sull'azione e, marginalmente, su alcune sezioni platform. Alice dovrà attraversare la Wonderland impazzita barcamenandosi tra vari livelli pieni di puzzle, trappole e mostri da combattere con una vasta gamma di armi, una più folle dell'altra per raggiungere il castello della Regina di Cuori. L'interfaccia presenta due barre, una rossa che indica la salute, e una azzurra che indica l'energia, indispensabile per usare le armi. Il videogioco si basa sullo stesso motore di Quake, il che significa anche una gamma di mosse che va ben oltre camminare, correre e saltare. Come DLC di Alice: Madness Returns per PlayStation 3 e Xbox 360, il gioco fornisce 6 obiettivi aggiuntivi da realizzare.

## Personaggi
I personaggi sono tutti basati sui loro omonimi dei romanzi di Lewis Carroll, ma nonostante ciò sono stati rivisitati. Alcuni, come suggerisce il suo medico curante, sono la rappresentazioni di persone reali nella vita di Alice, altre sono manifestazioni dei sentimenti di Alice. Alcuni correranno in suo aiuto, altri invece cercheranno di provocarle dolore, uccidendo quelli che ama e poi cercando di portarsela con loro. Alla fine del gioco i personaggi deceduti o impazziti torneranno in vita e sani di mente.

### Protagonisti
- Alice: è la protagonista del videogioco, vittima di un trauma che l'ha resa pazza. Per tornare sana di mente deve scontrarsi con la Regina di Cuori.
- Bianconiglio (White Rabbit): è colui che contatta Alice nel mondo reale e che la trasporta nel Paese delle Meraviglie. In seguito, da miniaturizzato, verrà schiacciato dal Cappellaio Matto. Forse è la versione psichica del suo coniglio di pezza.
- Stregatto (Cheshire Cat): principale alleato e compagno di avventure di Alice, evocandolo darebbe utili consigli ed enigmi criptici alla protagonista. Nelle fasi finali verrà decapitato dalla Regina di Cuori, ma il giocatore può ancora evocarne la sua testa.
- Il Vecchio Gnomo (Elder Gnome): non presente nella storia originale, aiuterà Alice a fabbricarsi la pozione rimpicciolente.
- Bambini pazzi (Insane Children): personaggi di sfondo del videogioco, sono vittime delle folli sperimentazioni del Cappellaio Matto. Sono la versione psichica dei malati mentali del Rutledge. Aiuteranno Alice in più occasioni.
- Falsa Tartaruga (Mock Turtle): creatura metà toro e metà tartaruga, guida Alice per la Valle delle Lacrime se lei recupera il suo guscio, rubatogli dalla Duchessa.
- Bill McGill: il lucertolino del libro originale (qui un camaleonte), chiederà ad Alice di uccidere la Duchessa, che si è impadronita di casa sua.
- Il Brucaliffo (Caterpillar): è un saggio bruco a cui Alice chiede consigli per uscire dalla Valle delle Lacrime. In seguito si scoprirà che egli è l'Oracolo del Paese delle Meraviglie e prevede la fine della corruzione della mente di Alice da parte della Regina di Cuori.
- Re Bianco (White King): sovrano dei pezzi bianchi nel Pallido Reame, chiede ad Alice di salvare la Regina, catturata dal Re Rosso.
- Regina Bianca (White Queen): sovrana dei pezzi bianchi nel Pallido Reame, verrà catturata dal Re Rosso e poi giustiziata per decapitazione mediante la ghigliottina. Tornerà in vita quando Alice promuoverà un pedone a regina, secondo le regole degli scacchi.
- La Lepre Marzolina e il Ghiro: come i Bambini Pazzi, sono anch'essi vittime del Cappellaio Matto e dei suoi esperimenti sugli innesti robotici negli esseri viventi. Daranno solo qualche consiglio per affrontare il loro malvagio padrone.
- Il Grifone (Gryphon): creatura metà leone e metà aquila, il più forte di tutti i ribelli. Verrà catturato e ingabbiato dal Cappellaio Matto, ma Alice lo libererà. Morirà in uno scontro con il Jabberwock.
- Humpty Dumpty: personaggio di sfondo, indirettamente aiuterà Alice rivelandole il nascondiglio dell'Archibugio.
- Hieronymous Q. Wilson: non visto, ma dai Casebook del videogioco si afferma essere il medico curante di Alice al manicomio.

### Boss
- La Duchessa (Duchess): primo boss del gioco, si è impadronita della casa di Bill e ha rubato il guscio della Falsa Tartaruga per farci la cena. È chiaramente una cannibale ed è irritata dal pepe, attacca sparando grani di quest'ultimo da un macinapepe e lanciando porcelli esplosivi. Morirà quando il pepe la farà starnutire fino a farle esplodere la testa.
- Il centopiedi vorace (Voracious Centipede): il secondo boss, un insetto gigantesco con un Pickelhaube in testa, comandante dell'armata degli insetti. Alice deve sconfiggerlo per ottenere il Fungo della Vita, in grado di ripristinargli le sue dimensioni originarie. Invulnerabile, attacca direttamente con zampe, mascelle ed elmo, e sputa acido e insetti succhiasangue. Il suo unico punto debole è una ferita rossa sulla pancia.
- Re Rosso (Red King): come il Vecchio Gnomo non è presente nei libri di Carroll. sovrano dei pezzi rossi nel Reame Pallido, farà catturare e giustiziare la rivale Regina Bianca. Alice si vendica contro di lui, uccidendolo.
- Pincopanco e Pancopinco: lavorano per il Cappellaio Matto, attaccano con gli sfollagente, svolazzano per poi precipitare addosso ad Alice e creano minuscole copie di sé. Sono la versione psichica degli inservienti del Rutledge. Pur essendo gemelli hanno corporature opposte: Pincopanco è più piccolo e grassoccio mentre Pancopinco è molto alto e muscoloso.
- Il Cappellaio Matto (Mad Hatter): uno degli antagonisti principali, è ossessionato dalla puntualità e dalle sperimentazioni robotiche sugli esseri viventi, come visto nei Bambini, nella Lepre e nel Ghiro. Lui stesso è un cyborg. Attacca con razzi e col suo bastone; morirà quando finirà in tilt e la testa gli esploderà. Versione psichica del direttore Rutledge.
- Il Jabberwock: mostruosa creatura simile ad un drago in parte meccanico, è il più forte servo della Regina e rappresenta la manifestazione del senso di colpa di Alice per l'incendio che distrusse la sua casa e che uccise i suoi familiari. Alice lo affronterà due volte nel gioco e alla fine verrà sconfitto. Uno dei suoi occhi servirà a creare il Bastone dell'Occhio.
- La Regina di Cuori: boss finale del gioco, ne è anche l'antagonista principale. Si tratta di colei che ha corrotto il Paese delle Meraviglie in seguito al trauma di Alice. Si affronterà per due volte: una mentre siede al trono, simile ad un umanoide coi tentacoli, un'altra nella sua rivelazione finale, un gigantesco abominio tentacolare, con all'interno della propria bocca le teste del Cappellaio e di Alice. Dopo la sua sconfitta il Paese delle Meraviglie tornerà nuovamente meraviglioso e Alice se ne andrà dal manicomio, finalmente guarita.

### Nemici
Con la corruzione del Paese delle Meraviglie molte creature asservono la Regina di Cuori e ostacoleranno il cammino della protagonista. Vi sono:
- Guardie reali (Card Guards): le carte francesi del primo libro, soldati della Regina. Sono i nemici base. Sono armati di lance e a seconda dei semi variano di potenza.
- Boojums: esseri simili a delle Banshee col cranio scoperto. Sono le anime dannate degli oppositori della Regina. Sanno volare e attaccano lanciando urla che danneggiano Alice.
- Armate d'Insetti (Army Ants): formiche rosse, indossanti uniformi militari blu o verdi del XIX secolo e maneggiano baionette, sciabole o granate. Pattugliano per tutta la Valle delle Lacrime. Il loro sangue verde è nocivo.
- Coccinelle (Ladybugs): insetti volanti, in parte meccanici. Lanciano ghiande esplosive su Alice.
- Formicaleoni (Antlions): insetti simili a bestie, molto mordaci. Si nascondono sottoterra e attaccano senza preavviso.
- Rose di Sangue (Blood Roses): fiori enormi e scarlatti, incontrati nel secondo libro. Sembra che disprezzino l'aspetto di Alice e quindi le scagliano addosso spine appuntite.
- Funghi Assassini (Killer Mushrooms): funghi malefici viventi, si mimetizzano nell'ambiente. Muovono il cappello per risucchiare Alice oppure lanciano spore velenose.
- Squilo (Snarks): mordaci pesci blu-viola a due gambe, ispirati a La caccia allo Snark. Si presentano giganteschi quando Alice è miniaturizzata.
- Squilo di Lava (Lava Snarks): varianti degli Squilo, di colore arancione, abitano nella Terra del Fuoco e sputano palle infuocate.
- Fantasmagoria (Phantasmagoria): spiriti mostruosi composti da molti fantasmi scheletrici. Appaiono dal nulla e lanciano un raggio congelante che blocca momentaneamente Alice, lasciandola alla mercé di altri avversari.
- Pezzi degli Scacchi (Chess Pieces): esseri sempre in guerra tra loro fino a quando non morirà la Regina di Cuori. Ma solamente i pezzi rossi rappresentano un pericolo per Alice. Oltre al Re Rosso vi sono:
  - Alfieri (Red Bishops): lanciano laser infuocati dai loro bastoni.
  - Cavalli (Red Horses): saltellano e sono armati di scudo e spada.
  - Torri (Red Rooks): muscolose, picchiano e caricano.
  - Pedoni (Red Pawns): aventi un occhio solo, danno testate.
- Diavoletti di Fuoco (Fire Imps): piccoli omini dalla pelle rossa, abitanti della Terra di Fuoco. Attaccano Alice coi tridenti.
- Uomini di Lava (Lava Men): grandi creature costituite di lava. Molto pericolosi, ma quando si allontanano dalle pozze laviche rallentano fino a pietrificarsi.
- Automi (Automatons): robot al servizio del Cappellaio Matto, vittime dei suoi esperimenti. Attaccano chiunque essi non riconoscono come alleato usando dei pugni lanciarazzi.
- Ragni da incubo (Nightmare Spiders): sono dei ragni neri con volti di porcellana. Sono appostati nel laboratorio del Cappellaio. Si camuffano da semplici decorazioni e attaccano in gruppo. Il loro morso provoca allucinazioni e il loro veleno è corrosivo.
- Jabberspawn: sono i figli del Jabberwock. Sono tutti storpi e malformi, con gli occhi ai lati dei loro piedi tozzi e gobbuti vulcanetti sul dorso e sulla testa. Sputano fuoco e saltano addosso ad Alice.

### Armi
Le armi che otterremo durante l'avventura saranno:
- Lama Vorpale (Vorpal Blade): è la prima arma del gioco, che potrà essere usata per attacchi ravvicinati o a distanza; la spada vorpal è un'immaginaria arma menzionata in un verso del poemetto non-sense Jabberwocky. È anche l'unica arma che non consuma la barra blu dell'energia.
- Carte da gioco (Cards): si potranno lanciare una a una, oppure, come attacco secondario, si potranno lanciare a raffica, danneggiando di molto il nemico, ma perdendo un bel po' di energia.
- JackBomb: è la solita scatola con il giullare che salta fuori a sorpresa, soltanto che esso può far esplodere e incendiare i nemici. Quest'arma ha un piccolo problema: durante l'attacco secondario può incendiare anche Alice se quest'ultima si avvicina troppo al fuoco.
- Mazza da Croquet (Croquet Mallet): è una mazza dalla forma di fenicottero, come quella usata da Alice nel racconto, solo che possiede poteri a base di fulmini che possono danneggiare gli avversari vicini e lontani.
- Jack: si presenta come una piccola pallina matta che rimbalza. Tuttavia, ad ogni rimbalzo della pallina salteranno fuori delle puntine da gioco che feriranno i nemici a morte
- Bastone di Ghiaccio (Ice Wand): questo bastone ci consente di congelare letteralmente i nemici, o di difenderci dietro un muro di ghiaccio. È una delle armi più potenti del gioco.
- Diabolici Dadi (Diabolical Dice): sono dei dadi che aprono portali dimensionali per qualche piano infernale. Da esso appariranno, in base al numero ottenuto, tre diversi tipi di demone che combatteranno ogni creatura che si troveranno di fronte. Il problema è che se non incontrano nessuno attaccano la stessa Alice.
- Orologio: è un manufatto che blocca il tempo e può concedere al giocatore di attaccare i nemici o fuggire, senza che essi possano far nulla. Purtroppo si può usare una sola volta per livello.
- Archibugio (Blunderbluss): un'arma potentissima, può sparare proiettili esplosivi che distruggono qualsiasi cosa incontrino, tuttavia la potenza dello sparo fa rinculare Alice di parecchi passi, rischiando di cadere.
- Bastone dell'Occhio (Jabberwock's Eyestaff): creato con un occhio del Jabberwock, è l'arma più potente e instabile del gioco. Può caricare una certa quantità di energia per poi essere rilasciata sotto forma di dardi magici che possono danneggiare anche Alice.

### Powerup
- Ampolla: evoca temporaneamente la follia di Alice, trasformandola in una creatura semi-demoniaca con attacco ed una difesa triplicata. Durante la trasformazione, Alice manterrà il suo livello di energia.
- Cavalletta da tè: incrementa l'agilità e la velocità della protagonista, e le conferisce anche un aspetto da insetto.
- Specchio oscuro: rende Alice invisibile per un breve tempo.

### Oggetti
Negli ambienti che Alice esplorerà, il giocatore potrà trovare vari oggetti per ripristinare la salute e l'energia della protagonista.
- Ampolla salutare piccola
- Ampolla salutare grande
- Ampolla energetica piccola
- Ampolla energetica grande
- Meta piccola
- Meta media
- Meta grande
- Super meta

## Aspetti
Il videogioco è stato creato mantenendo, più o meno, gli stessi aspetti del racconto di Lewis Carroll: ambientazioni al limite dell'assurdo, giochi di parole, personaggi folli e parecchi nonsense.
L'atmosfera noir è qualificata dalla musica di Chris Vrenna, molto gotica e fiabesca, e da una grafica dai colori scelti maniacalmente.
Inoltre la protagonista è stata studiata per assomigliare sia all'Alice immaginata dallo scrittore, sia ad una parodia di Lizzie Borden, con capelli rossi, occhi verde-spiritato, espressione folle sul volto e vestitino azzurro macchiato di sangue.
Anche gli altri protagonisti hanno ricevuto un particolare trattamento dai designer, come ad esempio lo Stregatto, che è stato trasformato in una specie di gatto non morto, scheletrico e cinereo.

## Accoglienza
Il gioco fu ben accolto da critica e pubblico ed ebbe uno straordinario successo, malgrado la mancata localizzazione in italiano. Furono vendute, infatti, più di un milione e mezzo di copie.